# Rock of Love
Rock of Love ou Coup de Rock au Québec (Rock of Love with Bret Michaels) est une émission américaine de télé réalité/séduction en quarante épisodes de 45 minutes diffusée entre le 15 juillet 2007 et le 19 avril 2009 sur VH1.
Au Québec, elle a été diffusée à partir du 31 août 2009 à MusiquePlus.
Elle met en scène Bret Michaels, le chanteur du groupe Poison, à la recherche de l'âme sœur.

## Saison 1
Parmi les 25 candidates, Bret a choisi Jes, 24 ans, lors de la finale diffusée le 30 septembre 2007. Celle-ci a avoué ne pas avoir de sentiments pour Bret et a regretté qu'il n'ait pas désigné sa cofinaliste Heather à sa place.

## Saison 2
L'expérience fut retentée l'année suivante avec vingt candidates. Cette fois-ci, Bret choisit Ambre, 37 ans, mais leur couple ne tient que quelques mois à l'issue de l'émission.

## Saison 3
Lancée le 4 janvier 2009, la troisième édition se déroule pendant une tournée du groupe célèbre Poison. L'émission est renommée pour l'occasion Rock of Love Bus with Bret Michaels, les candidates sélectionnés se déplaçant avec les deux autocars de la tournée.
La gagnante de cette saison est Taya Parker.

## Spin-offs
Plusieurs émissions de télé réalité dérivées ont été diffusées ou annoncées sur VH1 par la suite :
- Daisy of Love (en) : mettant en scène Daisy, la finaliste malheureuse de la deuxième saison.
- Rock of Love: Charm School (en) : où Sharon Osbourne propose d'enseigner les bonnes manières aux candidates des deux premières saisons.
- Trophy Wife : mettant en scène Megan, une candidate de la saison 2.
- I Love Money (en) : réunissant des candidats de Rock of Love, I Love New York, Real Chance of Love (en) et Flavor of Love (en).